# كوي كازي
كوي كازي (باليابانية: 恋風، بالروماجي: Koi Kaze)
هي سلسلة مانغا يابانية من تأليف ورسم ماتوي يوشيدا، نشرت من قبل كودانشا في مجلة إفنين، صدرت في سبتمبر عام 2001 حتى أكتوبر عام 2004، تم تجميع فصول المانغا في 5 مجلدات تانكوبون، صدرت في 22 مارس 2002 حتى 21 ديسمبر 2004، اقتبست إلى أنمي تلفزيوني من قبل استوديو أي.سي.جي.تي، عرض الأنمي في 1 أبريل عام 2004 واستمر عرضه في 17يونيو عام 2004، وتكون من 13 حلقة.

## القصة
تدور أحداث القصة عن الشقيقان كوشيرو ونانوكا، اللذان تفرقا عندما انفصل والداهما وانتقلا إلى أجزاء مختلفة من اليابان، كبرا يدون معرفة بعضهما، يلتقيان بعد سنوات ويقع كوشيرو ونانوكا في حب، ثم يكتشفان أنهما شقيقان من أبوين متطلقين.

## الشخصيات
كوشيرو سايكي (باليابانية: 佐伯 耕四郎، بالروماجي: Saeki Kōshirō)
مؤدي الصوت: كينتا مياكي
نانوكا كوهيناتا (باليابانية: 小日向 七夏، بالروماجي: Kohinata Nanoka)
مؤدية الصوت: ويكي ناكامورا
زينزو سايكي (باليابانية: 佐伯 善三، بالروماجي: Saeki Zenzō)
مؤدي الصوت: ريويتشي تاناكا
ماكي كوهيناتا (باليابانية: 小日向 梢絵، بالروماجي: Kohinata Makie)
مؤدية الصوت: يوكو كاتو
كانامي تشيدوري (باليابانية: 千鳥 要، بالروماجي: Chidori Kaname)
مؤدية الصوت: أكيمي أوكامورا
كي أودتغيري (باليابانية: 小田切圭، بالروماجي: Odagiri Kei)
مؤدي الصوت: كوسكي أوكانو
فوتابي أنزاي (باليابانية: 安西 双葉، بالروماجي: Anzai Futaba)
مؤدية الصوت: ساتومي أكيساكا
يوكو تاماكي (باليابانية: 玉木 洋子، بالروماجي: Tamaki Youko)
مؤدية الصوت: ريسا شيميزو
كازويا مياوتشي (باليابانية: 宮内 和也، بالروماجي: Miyauchi Kazuya)
مؤدي الصوت: ريويا كوباياشي
شوكو أكيموتو (باليابانية: 秋元 翔子، بالروماجي: Akimoto Shouko)
مؤدية الصوت: ريوكا يوزوكي

## وصلات خارجية
- Official Geneon Koi Kaze anime website (باليابانية)
- كوي كازي على موقع ANN manga (الإنجليزية)